# Bucsa (Hungría)
Bucsa es un pueblo en el condado de Békés, en la región de la Gran Llanura del Sur del sureste de Hungría.

## Geografía
Tiene una superficie de 55,84 kilómetros cuadrados y tiene una población de 2 011 personas (2024).